# Концерт для альта з оркестром (Барток)
Концерт для альта з оркестром Sz. 120, BB 128 Бела Бартока написаний в 1945 році. Присвячений Вільяму Прімроузу. Композитор не встиг закінчити цей твір, це зробив його учень Тібор Шерлі. Вперше виконаний 1950 року силами Оркестром штату Міннесота та В. Прімроузом.
Складається з трьох частин:
1. Moderato
2. Adagio religioso
3. Allegro vivace.